# Feldhockey-Regionalliga West
Die Feldhockey-Regionalliga West ist die dritthöchste Spielklasse im deutschen Feldhockey und höchste vom Westdeutschen Hockey-Verband organisierte Liga. Die nächsthöhere Liga ist die 2. Bundesliga Nord. Neben der Regionalliga West existieren noch die Regionalligen Nord, Ost und Süd.

## Modus
Die Feldhockey-Regionalliga West besitzt 8 Startplätze. Der Regionalliga-Meister steigt in die 2. Bundesliga auf, wobei zweite Mannschaften nicht aufsteigen können. Die Meister der zwei Oberliga-Gruppen steigen in die Regionalliga West auf.
Steigt keine West-Mannschaft aus der 2. Bundesliga ab, steigt aus der Regionalliga West lediglich der Tabellenletzte ab. Für jeden Absteiger aus der 2. Bundesliga steigt eine weitere Mannschaft aus der Regionalliga ab.
Ferner steigen zweite Mannschaften nur in die Regionalliga auf, wenn die erste Mannschaft in der 1. Bundesliga spielt. Steigt die erste Mannschaft aus der 1. Bundesliga ab, steigt die zweite Mannschaft automatisch aus der Regionalliga ab.

## Mannschaften/Tabelle Saison 2006/07
| Pl. | Club                     | Sp. | Tore  | Pkt. |
| --- | ------------------------ | --- | ----- | ---- |
| 1.  | Düsseldorfer SC          | 7   | 22:10 | 14   |
| 2.  | Club Raffelberg          | 6   | 18:7  | 13   |
| 3.  | Kahlenberger HTC         | 7   | 18:12 | 13   |
| 4.  | HC Essen 99              | 7   | 11:12 | 10   |
| 5.  | Aachener HTC             | 7   | 16:20 | 10   |
| 6.  | RW Bergisch Gladbach (N) | 7   | 13:12 | 9    |
| 7.  | Bonner THV               | 6   | 13:12 | 8    |
| 8.  | THC Münster (N)          | 7   | 10:26 | 0    |

## Liste der Regionalliga-West-Meister
| Saison  | Meister         | Bemerkung |
| ------- | --------------- | --------- |
| 2001    | Marienburger SC |           |
| 2002    | RTHC Leverkusen |           |
| 2003/04 | ETuF Essen      |           |
| 2004/05 | Blau-Weiß Köln  |           |
| 2005/06 | ETuF Essen      |           |
| 2006/07 |                 |           |